# Puget Sound Naval Shipyard and Intermediate Maintenance Facility
Le Puget Sound Naval Shipyard and Intermediate Maintenance Facility (PSNS & IMF) est un chantier naval de la marine des États-Unis dans le Puget Sound à Bremerton (État de Washington).

## Caractéristiques
Ouvert en 1891, et utilisé de manière continue depuis, il a pris plusieurs noms comme Navy Yard Puget Sound, Bremerton Navy Yard et Puget Sound Naval Shipyard.
Couvrant 179 acres (0,7 km2), il est bordé au sud par le Sinclair Inlet (en), à l'ouest par l'annexe Bremerton de la base navale de Kitsap, et au nord et à l'est par la ville de Bremerton. C'est la plus grande installation navale du Nord-Ouest Pacifique et l'une des plus grandes installations industrielles de l'État de Washington. Le PSNS & IMF offre à la Marine des services d'entretien, de modernisation et le soutien technique et logistique.